# Gouvernement Katainen
Le gouvernement Katainen (Kataisen hallitus, en finnois et Regeringen Katainen, en suédois) est le gouvernement de la République de Finlande du 22 juin 2011 au 24 juin 2014, durant la trente-sixième législature de la Diète nationale.

## Coalition et historique
Il est dirigé par le nouveau Premier ministre conservateur, Jyrki Katainen, précédemment ministre des Finances.
Il est soutenu par une coalition gouvernementale réunissant le Parti de la Coalition nationale (Kok), le Parti social-démocrate de Finlande (SDP), l'Alliance de gauche (Vas), la Ligue verte (Vihr), le Parti populaire suédois de Finlande (SFP) et les Chrétiens-démocrates (KD), qui disposent ensemble de 125 députés sur 200, soit 62,5 % des sièges de la Diète nationale.

### Formation
Il a été formé à la suite des élections législatives du 17 avril 2011 et succède au gouvernement de la libérale Mari Kiviniemi, constitué du Parti du centre (Kesk), du Kok, de la Vihr et du SFP.

### Succession
Le Vas se retire de l'alliance au pouvoir le 4 avril 2014, ce qui amène à un remaniement ministériel,. La majorité parlementaire se réduit alors à 111 députés sur 200, soit 55,5 % des sièges de la Diète nationale.

## Composition

### Initiale (22 juin 2011)
| Poste                                                         | Titulaire | Titulaire                                          | Parti |
| ------------------------------------------------------------- | --------- | -------------------------------------------------- | ----- |
| Premier ministre                                              |           | Jyrki Katainen                                     | Kok   |
| Vice-Première ministre Ministre des Finances                  |           | Jutta Urpilainen                                   | SDP   |
| Ministre des Affaires étrangères                              |           | Erkki Tuomioja                                     | SDP   |
| Ministre des Affaires européennes et du Commerce extérieur    |           | Alexander Stubb                                    | Kok   |
| Ministre du Développement international                       |           | Heidi Hautala                                      | Vihr  |
| Ministre de la Justice                                        |           | Anna-Maja Henriksson                               | SFP   |
| Ministre de l'Intérieur                                       |           | Päivi Räsänen                                      | KD    |
| Ministre de la Défense                                        |           | Stefan Wallin (jusqu'au 05/07/2012) Carl Haglund   | SFP   |
| Ministre de l'Administration publique et des Affaires locales |           | Henna Virkkunen                                    | Kok   |
| Ministre de l'Éducation et de la Science                      |           | Jukka Gustafsson                                   | SDP   |
| Ministre de la Culture et des Sports                          |           | Paavo Arhinmäki                                    | Vas   |
| Ministre de l'Agriculture et des Forêts                       |           | Jari Koskinen                                      | Kok   |
| Ministre des Transports                                       |           | Merja Kyllönen                                     | Vas   |
| Ministre des Affaires économiques                             |           | Jyri Häkämies (jusqu'au 16/11/2012) Jan Vapaavuori | Kok   |
| Ministre du Travail                                           |           | Lauri Ihalainen                                    | SDP   |
| Ministre des Affaires sociales et de la Santé                 |           | Paula Risikko                                      | Kok   |
| Ministre des Services sanitaires et sociaux                   |           | Maria Guzenina-Richardson                          | SDP   |
| Ministre de l'Environnement                                   |           | Ville Niinistö                                     | Vihr  |
| Ministre du Logement et des Communications                    |           | Krista Kiuru                                       | SDP   |

### Remaniement du 24 mai 2013
- Les nouveaux ministres sont indiqués en gras, ceux ayant changé d'attributions en italique.

| Poste                                                         | Titulaire | Titulaire                                          | Parti |
| ------------------------------------------------------------- | --------- | -------------------------------------------------- | ----- |
| Premier ministre                                              |           | Jyrki Katainen                                     | Kok   |
| Vice-Première ministre Ministre des Finances                  |           | Jutta Urpilainen                                   | SDP   |
| Ministre des Affaires étrangères                              |           | Erkki Tuomioja                                     | SDP   |
| Ministre des Affaires européennes et du Commerce extérieur    |           | Alexander Stubb                                    | Kok   |
| Ministre du Développement international                       |           | Heidi Hautala (jusqu'au 17/10/2013) Pekka Haavisto | Vihr  |
| Ministre de la Justice                                        |           | Anna-Maja Henriksson                               | SFP   |
| Ministre de l'Intérieur                                       |           | Päivi Räsänen                                      | KD    |
| Ministre de la Défense                                        |           | Carl Haglund                                       | SFP   |
| Ministre de l'Administration publique et des Affaires locales |           | Henna Virkkunen                                    | Kok   |
| Ministre de l'Éducation et de la Science                      |           | Krista Kiuru                                       | SDP   |
| Ministre de la Culture et des Sports                          |           | Paavo Arhinmäki                                    | Vas   |
| Ministre de l'Agriculture et des Forêts                       |           | Jari Koskinen                                      | Kok   |
| Ministre des Transports                                       |           | Merja Kyllönen                                     | Vas   |
| Ministre des Affaires économiques                             |           | Jan Vapaavuori                                     | Kok   |
| Ministre du Travail                                           |           | Lauri Ihalainen                                    | SDP   |
| Ministre des Affaires sociales et de la Santé                 |           | Paula Risikko                                      | Kok   |
| Ministre des Services sanitaires et sociaux                   |           | Susanna Huovinen                                   | SDP   |
| Ministre de l'Environnement                                   |           | Ville Niinistö                                     | Vihr  |
| Ministre du Logement et des Communications                    |           | Pia Viitanen                                       | SDP   |

### Remaniement du 4 avril 2014
- Les nouveaux ministres sont indiqués en gras, ceux ayant changé d'attributions en italique.

| Poste                                                      | Titulaire | Titulaire                                          | Parti |
| ---------------------------------------------------------- | --------- | -------------------------------------------------- | ----- |
| Premier ministre                                           |           | Jyrki Katainen                                     | Kok   |
| Vice-Premier ministre Ministre des Finances                |           | Jutta Urpilainen (jusqu'au 06/06/2014) Antti Rinne | SDP   |
| Ministre des Affaires étrangères                           |           | Erkki Tuomioja                                     | SDP   |
| Ministre des Affaires européennes et du Commerce extérieur |           | Alexander Stubb                                    | Kok   |
| Ministre du Développement international                    |           | Pekka Haavisto                                     | Vihr  |
| Ministre de la Justice                                     |           | Anna-Maja Henriksson                               | SFP   |
| Ministre de l'Intérieur                                    |           | Päivi Räsänen                                      | KD    |
| Ministre de la Défense                                     |           | Carl Haglund                                       | SFP   |
| Ministre de l'Éducation et des Communications              |           | Krista Kiuru                                       | SDP   |
| Ministre de la Culture et du Logement                      |           | Pia Viitanen                                       | SDP   |
| Ministre de l'Agriculture et des Forêts                    |           | Jari Koskinen                                      | Kok   |
| Ministre des Transports et des Affaires locales            |           | Henna Virkkunen                                    | Kok   |
| Ministre des Affaires économiques                          |           | Jan Vapaavuori                                     | Kok   |
| Ministre du Travail                                        |           | Lauri Ihalainen                                    | SDP   |
| Ministre des Affaires sociales et de la Santé              |           | Paula Risikko                                      | Kok   |
| Ministre des Services sanitaires et sociaux                |           | Susanna Huovinen                                   | SDP   |
| Ministre de l'Environnement                                |           | Ville Niinistö                                     | Vihr  |